# Stazione di Vienna Stadlau
La stazione ferroviaria di Vienna Stadlau è il più grande complesso ferroviario del 22º distretto di Vienna (Donaustadt) e si estende da Neuhaufenstraße a Hirschstettner Straße. Oltre alla stazione passeggeri e alla fermata Vienna Erzherzog-Karl-Straße, comprende le stazioni merci Stadlau e Stadlau-Nord. Dal 2010 sopra la stazione ferroviaria è in servizio anche la stazione Stadlau della linea U2 della metropolitana di Vienna. La fermata Vienna Erzherzog-Karl-Straße si trova nella zona nord del binario merci all'incrocio tra la Marchegger Ostbahn e la Laaer Ostbahn.

## Storia
La stazione di Stadlau è entrata in servizio nel 1870. È il punto da cui si separano la Laaer Ostbahn, fino al 1945 uno dei due collegamenti ferroviari viennesi con Brno, e la Marchegger Ostbahn verso Bratislava, già parte del tracciato percorso dall'Orient Express. I treni su entrambe le tratte partono dalla stazione centrale di Vienna (allora denominata Südbahnhof/Ostbahn), a 10,5 km dal vecchio edificio della stazione di Stadlau, chiuso nel 2010.
Con la realizzazione della Ostbahn e la canalizzazione del Danubio completati nel 1875, il villaggio di Stadlau si sviluppò fino a diventare un importante sito ferroviario e industriale e nel 1904 fu inglobato nell'area urbana di Vienna.
Il 2 ottobre 2010, con l'apertura della stazione della metropolitana, divenne operativo anche il nuovo nodo di interscambio con la linea sub-urbana S80 e i treni regionali operati da ÖBB. I vecchi binari vennero dismessi a favore della nuova infrastruttura posizionata più a sud su Kaisermühlenstraße.